# Barokní divadlo

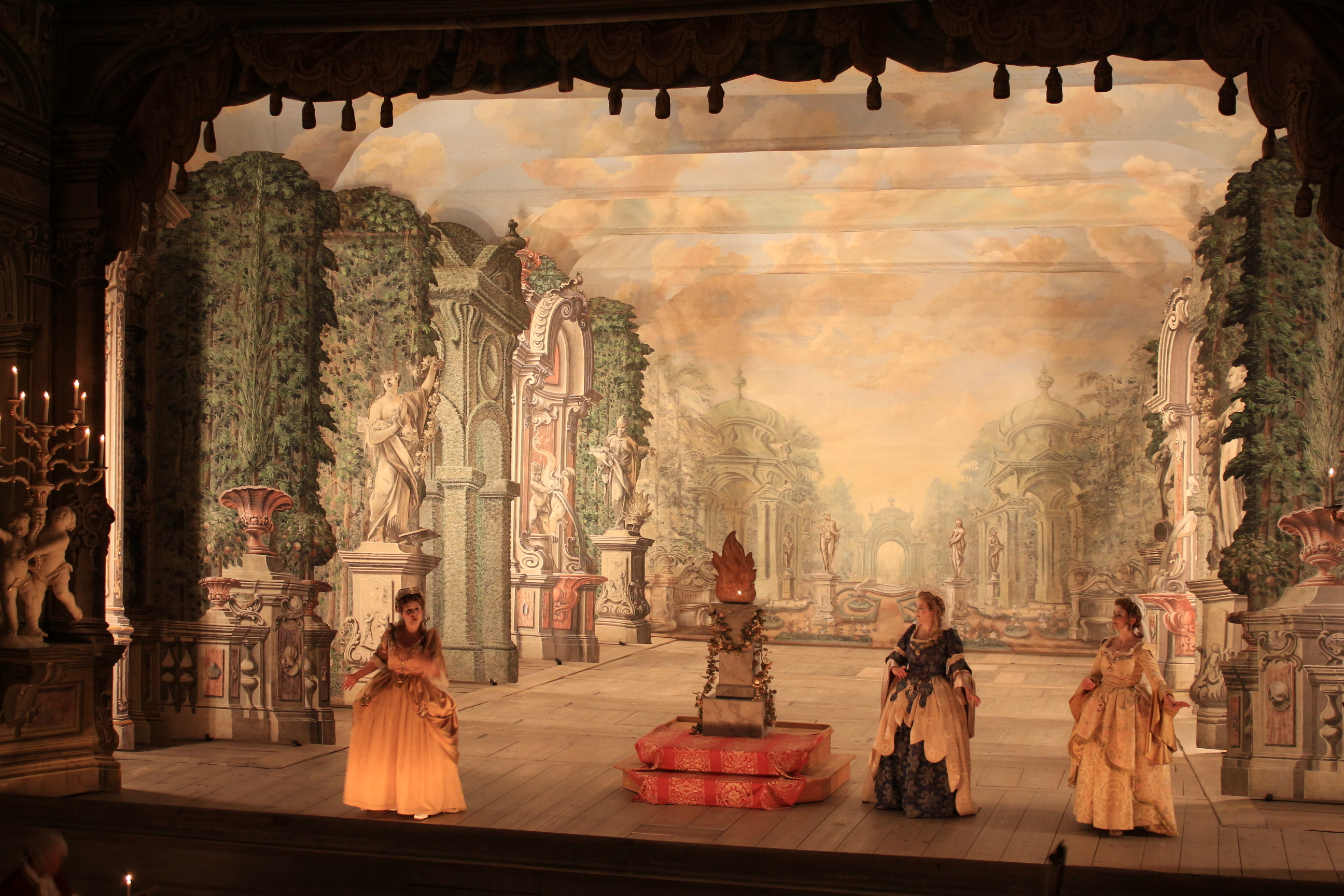
Barokní divadlo na zámku v Českém Krumlově. (Scéna z opery "Il natale d’Augusto" Antonia Caldary, říjen 2017)

Barokní divadlo lze definovat jako protipól klasického divadla a odraz neporozumění principům řecké tragédie, kde umění nesmělo protiřečit rozumu. Jeho vznik je spojován s nástupem nových uměleckých žánrů opery a baletu. V barokním divadle je činoherní, taneční, pěvecká a hudební složka organicky propojena do jednoho celku.

## Popis

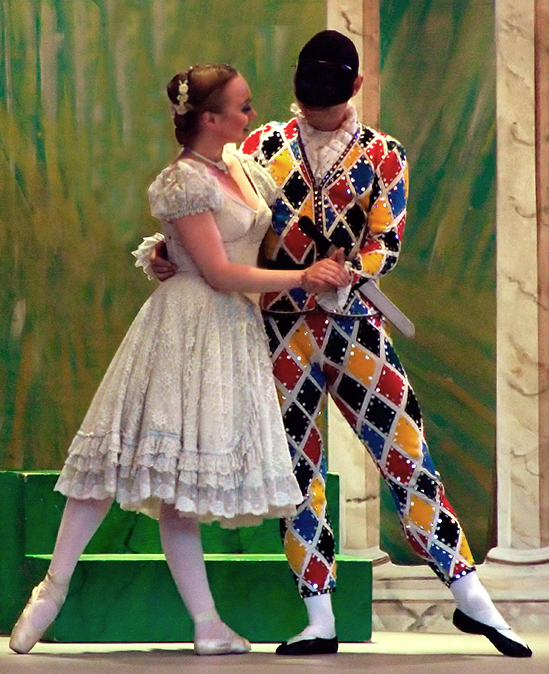
Harlekýn a Kolumbína, typické postavy italské commedie dell’arte

Principem barokního divadla je fantaskní imaginace a charakteristickým znakem je iluze a také časté zapojení fenoménu smrti, která není chápána jako fyzické a morální utrpení, ale obvykle jako důkaz pomíjivosti a nevyhnutelného zániku. Dalším znakem je pluralita ve smyslu dvou stran jedné mince, kdy pravda je neoddělitelná od lži, skutečnost od snu a život od smrti.

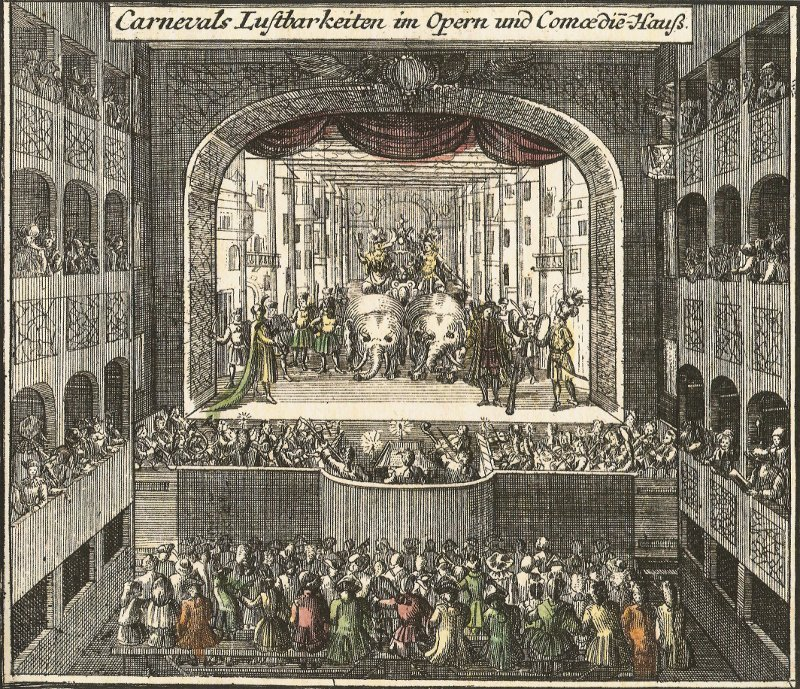
Karnevalové veselí v Markrabském divadle v Erlangenu (knižní ilustrace z roku 1721)

Charakter barokního divadla v Evropě v 2. polovině 17. století byl určován především francouzským divadlem, rozvíjejícím se za vlády Ludvíka XIV. Hlavními autory divadelních her byli Pierre Corneille, Molière, Jean Racine (Francie), Shakespeare (Anglie), Tirso de Molina, Lope de Vega, Calderón de la Barca (Španělsko).
Z výtvarného hlediska se v barokním divadle prosadily prvky manýrismu. Poprvé v divadelní historii se dekorace staly jednou z nejdůležitějších divadelních složek, kdy herec měl za úkol především odkrývat jejich neobyčejné přednosti a možnosti. Kulisy po stranách jeviště byly malované uznávanými malíři, zadní stěnu tvořil prospekt, neboli průhled na objekt v dáli a dekoraci horní části jeviště tvořily látkové závěsy.
Specifikou barokního divadla se stala deklamace, gestika a jevištní pohyb herců, což spolu s líčením, kostýmy, rekvizitami a hlavně osvětlením scény vytvářelo výsledný umělecký dojem.

### Barokní opera
Hudební složka představení byla realizována soubory či orchestry složenými z interpretů barokní hudby, kteří hráli na hudební nástroje převzaté z renesance, ale konstrukčně upravené. V umělecké hudbě se užívaly hlavně housle, viola, violoncello, kontrabas, viola da gamba, loutna, kytara, theorba, harfa, cembalo, varhany, příčná i zobcová flétna a další. Nejznámějšími skladateli barokní hudby byli Jean-Baptiste Lully, Georg Friedrich Händel, Antonio Vivaldi a Johann Sebastian Bach.

## Rozdělení
Barokní divadlo lze rozdělit do několika základních skupin:
- divadlo světské
  - dvorské a šlechtické (zámecké)
  - lidové
- divadlo duchovní (náboženské)

## Divadelní scény
Unikátní ukázkou původního barokního divadla se zachovalým dobovým vybavením je zámecké divadlo v Českém Krumlově a divadlo ve švédském letním královském paláci Drottningholm. Jedním z barokních divadel je také dvorní scéna na zámku Versailles.

## Galerie

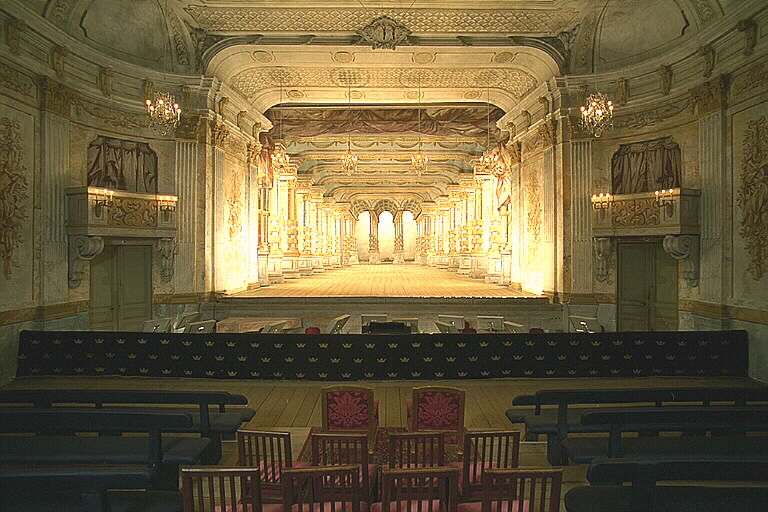
Divadlo v Drottningholmském paláci (Švédsko)
Teatro Farnese (Parma, severní Itálie)
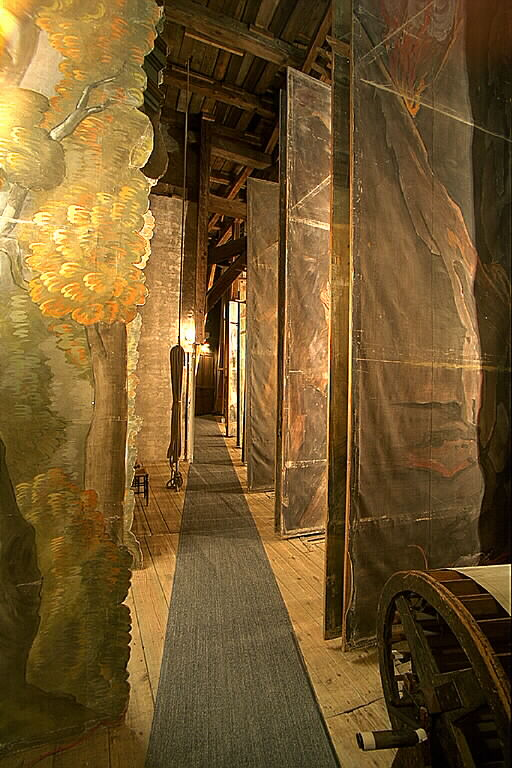
Historické kulisy a jevištní technika v Drottningholmu
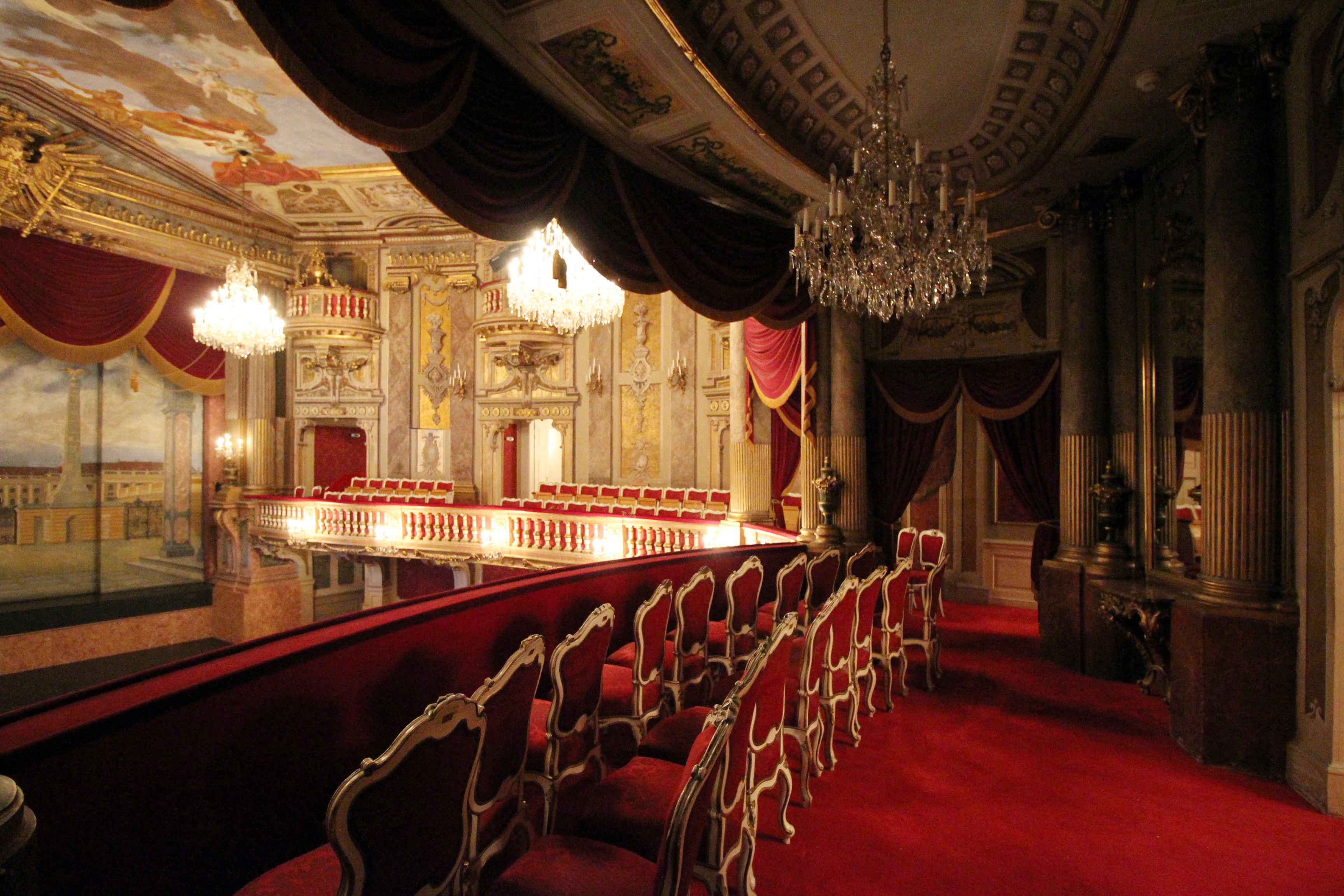
Císařská lóže v zámeckém divadle v Schönbrunnu (Vídeň)
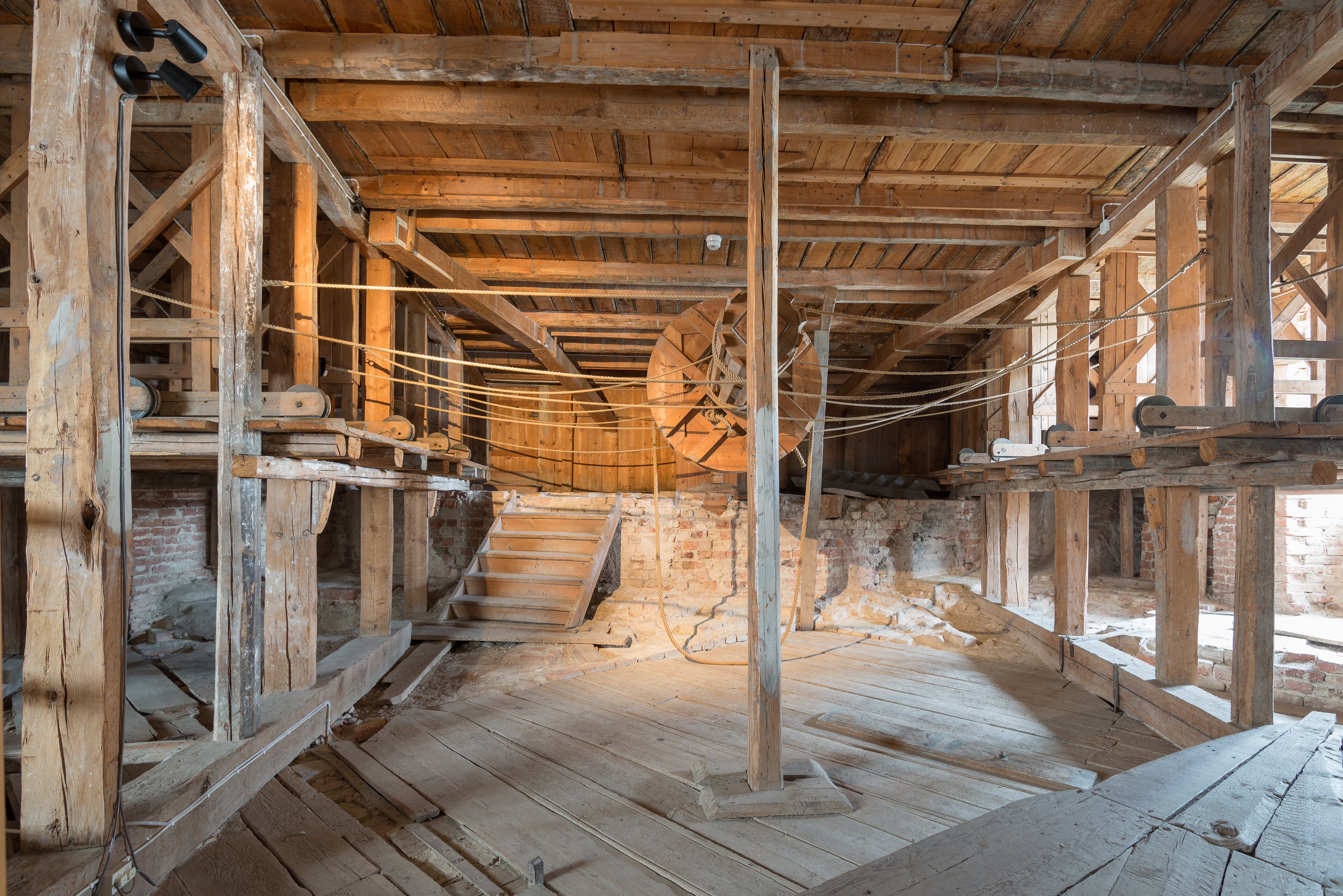
Technické zařízení v divadle na zámku Gripsholm (Švédsko)